# Сімон К'єр
Сімон К'єр (дан. Simon Kjær, нар. 26 березня 1989, Горсенс) — данський футболіст, захисник збірної Данії та італійського «Мілана».

## Клубна кар'єра
Вихованець юнацьких команд футбольних клубів «Лундс», «Горсенс» та «Мідтьюлланн».
У дорослому футболі дебютував 2007 року виступами за команду клубу «Мідтьюлланд», в якій провів один сезон, взявши участь у 19 матчах чемпіонату. 
Своєю грою за цю команду привернув увагу представників тренерського штабу клубу «Палермо», до складу якого приєднався 2008 року. Відіграв за клуб зі столиці Сицилії наступні два сезони своєї ігрової кар'єри. Більшість часу, проведеного у складі «Палермо», був основним гравцем захисту команди.
2010 року уклав контракт із клубом «Вольфсбург», у складі якого провів наступний сезон своєї кар'єри гравця. Граючи у складі «Вольфсбурга» також здебільшого виходив на поле в основному складі команди.
До складу клубу «Рома» приєднався на умовах оренди у серпні 2011 року. До кінця 2011 встиг відіграти за римську команду 22 матчі в національному чемпіонаті. Після закінчення орендного строку повернувся до Німеччини, де провів ще один сезон.
В липні 2013 року підписав контракт з французьким клубом «Лілль» до 2017 року. Сума трансфера склала 2 мільйони євро.
17 червня 2015 року стало відомо, що Сімон підписав контракт із турецьким клубом «Фенербахче», який сплатив за його трансфер 7,65 мільйона євро та уклав з данцем чотирирічну угоду.
Проте вже за два роки К'єр залишив Туреччину, перейшовши до іспанської «Севільї», з якою також уклав чотирирічний контракт.
Провівши два сезони в Іспанії, 2 вересня 2019 року знову перебрався до Італії, приєднавшись на умовах оренди спочатку до «Аталанти», а в січні 2020 — до «Мілана». Влітку того ж року міланський клуб викупив контракт данця.

## Виступи за збірні
2006 року дебютував у складі юнацької збірної Данії, взяв участь в 11 іграх на юнацькому рівні, відзначившись 1 забитими голами.
2008 року залучався до складу молодіжної збірної Данії. На молодіжному рівні зіграв у 3 офіційних матчах.
2009 року дебютував в офіційних матчах у складі національної збірної Данії. Наразі провів у формі головної команди країни 69 матчів, забив 3 голи.
У складі збірної був учасником чемпіонату світу 2010 року у ПАР, де повністю відіграв два матчі групового етапу.
На Євро-2012 вже був ключовим захисником данської команди, взявши участь в усіх її трьох матчах на турнірі.
Після того, як влітку 2016 року про завершення кар'єри у національній команді оголосив Даніель Аггер, саме К'єра було обрано новим капітаном збірної Данії.
Не пропустив жодної гри відбору до чемпіонату світу 2018, в якому збірна Данії стала учасницею стикових матчів, в яких впевнено здолала Ірландію і кваліфікувалася на мундіаль.
На самому чемпіонат світу 2018 року поїхав як капітан і основний захисник збірної Данії. У трьох матчах групового етапу, в яких К'єр відіграв від стартового до фінального свистка, захист данців дозволив суперникам лише одного разу відзначитися забитим голом — австралієць Міле Єдинак реалізував пенальті у грі, що завершилася нічиєю 1:1. В іграх проти Перу (1:0) та Франції (0:0) суперники данської команди забити у ворота Каспера Шмейхеля не змогли.
| Дата       | Місто              | Господарі            | Результат             | Гості                | Турнір                               | Голи | Примітки     |
| ---------- | ------------------ | -------------------- | --------------------- | -------------------- | ------------------------------------ | ---- | ------------ |
| 6-6-2009   | Стокгольм          | Швеція               | 0 – 1                 | Данія                | Відбір до ЧС 2010                    | -    |              |
| 12-8-2009  | Брондбю            | Данія                | 1 – 2                 | Чилі                 | товариський матч                     | -    |              |
| 5-9-2009   | Копенгаген         | Данія                | 1 – 1                 | Португалія           | Відбір до ЧС 2010                    | -    |              |
| 9-9-2009   | Тирана             | Албанія              | 1 – 1                 | Данія                | Відбір до ЧС 2010                    | -    |              |
| 10-10-2009 | Копенгаген         | Данія                | 1 – 0                 | Швеція               | Відбір до ЧС 2010                    | -    |              |
| 14-11-2009 | Есб'єрг            | Данія                | 0 – 0                 | Південна Корея       | товариський матч                     | -    |              |
| 18-11-2009 | Орхус              | Данія                | 3 – 1                 | США                  | товариський матч                     | -    |              |
| 3-3-2010   | Відень             | Австрія              | 2 – 1                 | Данія                | товариський матч                     | -    |              |
| 27-5-2010  | Ольборг            | Данія                | 2 – 0                 | Сенегал              | товариський матч                     | -    |              |
| 14-6-2010  | Йоганнесбург       | Нідерланди           | 2 – 0                 | Данія                | ЧС 2010 - 1-й етап                   | -    |              |
| 19-6-2010  | Преторія           | Камерун              | 1 – 2                 | Данія                | ЧС 2010 - 1-й етап                   | -    |              |
| 11-8-2010  | Копенгаген         | Данія                | 2 – 2                 | Німеччина            | товариський матч                     | -    |              |
| 7-9-2010   | Копенгаген         | Данія                | 1 – 0                 | Ісландія             | Відбір до ЧЄ 2012                    | -    |              |
| 8-10-2010  | Порту              | Португалія           | 3 – 1                 | Данія                | Відбір до ЧЄ 2012                    | -    |              |
| 12-10-2010 | Копенгаген         | Данія                | 2 – 0                 | Кіпр                 | Відбір до ЧЄ 2012                    | -    |              |
| 9-2-2011   | Копенгаген         | Данія                | 1 – 2                 | Англія               | товариський матч                     | -    |              |
| 4-6-2011   | Рейк'явік          | Ісландія             | 0 – 2                 | Данія                | Відбір до ЧЄ 2012                    | -    |              |
| 10-8-2011  | Глазго             | Шотландія            | 2 – 1                 | Данія                | товариський матч                     | -    |              |
| 6-9-2011   | Копенгаген         | Данія                | 2 – 0                 | Норвегія             | Відбір до ЧЄ 2012                    | -    |              |
| 7-10-2011  | Нікосія            | Кіпр                 | 1 – 4                 | Данія                | Відбір до ЧЄ 2012                    | -    |              |
| 11-10-2011 | Копенгаген         | Данія                | 2 – 1                 | Португалія           | Відбір до ЧЄ 2012                    | -    |              |
| 29-2-2012  | Копенгаген         | Данія                | 0 – 2                 | Росія                | товариський матч                     | -    |              |
| 26-5-2012  | Гамбург            | Данія                | 1 – 3                 | Бразилія             | товариський матч                     | -    |              |
| 2-6-2012   | Копенгаген         | Данія                | 2 – 0                 | Австралія            | товариський матч                     | -    |              |
| 9-6-2012   | Харків             | Нідерланди           | 0 – 1                 | Данія                | ЧЄ 2012 - 1-й етап                   | -    |              |
| 13-6-2012  | Львів              | Данія                | 2 – 3                 | Португалія           | ЧЄ 2012 - 1-й етап                   | -    |              |
| 17-6-2012  | Львів              | Данія                | 1 – 2                 | Німеччина            | ЧЄ 2012 - 1-й етап                   | -    |              |
| 8-9-2012   | Копенгаген         | Данія                | 0 – 0                 | Чехія                | Відбір до ЧС 2014                    | -    |              |
| 12-10-2012 | Софія (місто)      | Болгарія             | 1 – 1                 | Данія                | Відбір до ЧС 2014                    | -    |              |
| 16-10-2012 | Мілан              | Італія               | 3 – 1                 | Данія                | Відбір до ЧС 2014                    | -    |              |
| 14-11-2012 | Стамбул            | Туреччина            | 1 – 1                 | Данія                | товариський матч                     | -    |              |
| 6-2-2013   | Скоп'є             | Північна Македонія   | 3 – 0                 | Данія                | товариський матч                     | -    |              |
| 22-3-2013  | Оломоуць           | Чехія                | 0 – 3                 | Данія                | Відбір до ЧС 2014                    | 1    |              |
| 26-3-2013  | Копенгаген         | Данія                | 1 – 1                 | Болгарія             | Відбір до ЧС 2014                    | -    |              |
| 11-6-2013  | Копенгаген         | Данія                | 0 – 4                 | Вірменія             | Відбір до ЧС 2014                    | -    |              |
| 14-8-2013  | Гданськ            | Польща               | 3 – 2                 | Данія                | товариський матч                     | -    |              |
| 6-9-2013   | Валлетта           | Мальта               | 1 – 2                 | Данія                | Відбір до ЧС 2014                    | -    |              |
| 15-11-2013 | Гернінг            | Данія                | 2 – 1                 | Норвегія             | товариський матч                     | -    |              |
| 5-3-2014   | Лондон             | Англія               | 1 – 0                 | Данія                | товариський матч                     | -    |              |
| 22-5-2014  | Дебрецен           | Угорщина             | 2 – 2                 | Данія                | товариський матч                     | -    |              |
| 28-5-2014  | Копенгаген         | Данія                | 1 – 0                 | Швеція               | товариський матч                     | -    |              |
| 7-9-2014   | Копенгаген         | Данія                | 2 – 1                 | Вірменія             | Відбір до ЧЄ 2016                    | -    |              |
| 11-10-2014 | Ельбасан           | Албанія              | 1 – 1                 | Данія                | Відбір до ЧЄ 2016                    | -    |              |
| 14-10-2014 | Копенгаген         | Данія                | 0 – 1                 | Португалія           | Відбір до ЧЄ 2016                    | -    |              |
| 14-11-2014 | Белград            | Сербія               | 1 – 3                 | Данія                | Відбір до ЧЄ 2016                    | 1    |              |
| 18-11-2014 | Бухарест           | Румунія              | 2 – 0                 | Данія                | товариський матч                     | -    |              |
| 25-3-2015  | Орхус              | Данія                | 3 – 2                 | США                  | товариський матч                     | -    |              |
| 29-3-2015  | Сент-Етьєн         | Франція              | 2 – 0                 | Данія                | товариський матч                     | -    |              |
| 8-6-2015   | Віборг             | Данія                | 2 – 1                 | Чорногорія           | товариський матч                     | -    | 61'          |
| 13-6-2015  | Копенгаген         | Данія                | 2 – 0                 | Сербія               | Відбір до ЧЄ 2016                    | -    | 46'          |
| 4-9-2015   | Копенгаген         | Данія                | 0 – 0                 | Албанія              | Відбір до ЧЄ 2016                    | -    | 86'          |
| 7-9-2015   | Єреван             | Вірменія             | 0 – 0                 | Данія                | Відбір до ЧЄ 2016                    | -    | 80'          |
| 8-10-2015  | Брага (Португалія) | Португалія           | 1 – 0                 | Данія                | Відбір до ЧЄ 2016                    | -    |              |
| 11-10-2015 | Копенгаген         | Данія                | 1 – 2                 | Франція              | товариський матч                     | -    | 74'          |
| 14-11-2015 | Стокгольм          | Швеція               | 2 – 1                 | Данія                | Відбір до ЧЄ 2016                    | -    |              |
| 17-11-2015 | Копенгаген         | Данія                | 2 – 2                 | Швеція               | Відбір до ЧЄ 2016                    | -    |              |
| 24-3-2016  | Гернінг            | Данія                | 2 – 1                 | Ісландія             | товариський матч                     | -    |              |
| 29-3-2016  | Глазго             | Шотландія            | 1 – 0                 | Данія                | товариський матч                     | -    |              |
| 3-6-2016   | Toyota             | Боснія і Герцеговина | 2 – 2                 | Данія                | Kirin Cup                            | 1    | кап.         |
| 7-6-2016   | Суйта              | Данія                | 4 – 0                 | Болгарія             | Kirin Cup                            | -    |              |
| 31-8-2016  | Хорсенс            | Данія                | 5 – 0                 | Ліхтенштейн          | товариський матч                     | -    | кап. 46'     |
| 4-9-2016   | Копенгаген         | Данія                | 1 – 0                 | Вірменія             | Відбір до ЧС 2018                    | -    | кап.         |
| 8-10-2016  | Варшава            | Польща               | 3 – 2                 | Данія                | Відбір до ЧС 2018                    | -    | кап.         |
| 11-10-2016 | Копенгаген         | Данія                | 0 – 1                 | Чорногорія           | Відбір до ЧС 2018                    | -    | кап.         |
| 11-11-2016 | Копенгаген         | Данія                | 4 – 1                 | Казахстан            | Відбір до ЧС 2018                    | -    | кап.         |
| 15-11-2016 | Млада-Болеслав     | Чехія                | 1 – 1                 | Данія                | товариський матч                     | -    | кап. 78'     |
| 26-3-2017  | Клуж-Напока        | Румунія              | 0 – 0                 | Данія                | Відбір до ЧС 2018                    | -    | кап. 46'     |
| 10-6-2017  | Алмати             | Казахстан            | 1 – 3                 | Данія                | Відбір до ЧС 2018                    | -    | кап.         |
| 1-9-2017   | Копенгаген         | Данія                | 4 – 0                 | Польща               | Відбір до ЧС 2018                    | -    | кап.         |
| 4-9-2017   | Єреван             | Вірменія             | 1 – 4                 | Данія                | Відбір до ЧС 2018                    | -    | кап.         |
| 5-10-2017  | Подгориця          | Чорногорія           | 0 – 1                 | Данія                | Відбір до ЧС 2018                    | -    | кап.         |
| 8-10-2017  | Копенгаген         | Данія                | 1 – 1                 | Румунія              | Відбір до ЧС 2018                    | -    | кап. 72'     |
| 11-11-2017 | Копенгаген         | Данія                | 0 – 0                 | Ірландія             | Відбір до ЧС 2018                    | -    | кап.         |
| 14-10-2017 | Дублін             | Ірландія             | 1 – 5                 | Данія                | Відбір до ЧС 2018                    | -    | кап.         |
| 22-3-2018  | Брондбю            | Данія                | 1 – 0                 | Панама               | товариський матч                     | -    | кап. 64'     |
| 27-3-2018  | Ольборг            | Данія                | 0 – 0                 | Чилі                 | товариський матч                     | -    | кап.         |
| 2-6-2018   | Стокгольм          | Швеція               | 0 – 0                 | Данія                | товариський матч                     | -    | кап. 63'     |
| 9-6-2018   | Брондбю            | Данія                | 2 – 0                 | Мексика              | товариський матч                     | -    | кап.         |
| 16-6-2018  | Саранськ           | Перу                 | 0 – 1                 | Данія                | ЧС 2018 - 1-й етап                   | -    | кап.         |
| 21-6-2018  | Самара             | Данія                | 1 – 1                 | Австралія            | ЧС 2018 - 1-й етап                   | -    | кап.         |
| 26-6-2018  | Москва             | Данія                | 0 – 0                 | Франція              | ЧС 2018 - 1-й етап                   | -    | кап.         |
| 1-6-2018   | Нижній Новгород    | Хорватія             | 1 – 1 д.ч. (3-2 п.п.) | Данія                | ЧС 2018 - 1/8 фіналу                 | -    | кап.         |
| 9-9-2018   | Орхус              | Данія                | 2 – 0                 | Уельс                | Ліга націй УЄФА 2018-2019 - 1-й етап | -    | кап.         |
| 13-10-2018 | Дублін             | Ірландія             | 0 – 0                 | Данія                | Ліга націй УЄФА 2018-2019 - 1-й етап | -    | кап.         |
| 16-10-2018 | Гернінг            | Данія                | 2 – 0                 | Австрія              | товариський матч                     | -    | кап. 61'     |
| 21-3-2019  | Приштина           | Косово               | 2 – 2                 | Данія                | товариський матч                     | -    | 60'          |
| 26-3-2019  | Базель             | Швейцарія            | 3 – 3                 | Данія                | Відбір до ЧЄ 2020                    | -    | кап.         |
| 7-6-2019   | Копенгаген         | Данія                | 1 – 1                 | Ірландія             | Відбір до ЧЄ 2020                    | -    | кап.         |
| 10-6-2019  | Копенгаген         | Данія                | 5 – 1                 | Грузія               | Відбір до ЧЄ 2020                    | -    | кап. 36'     |
| 5-9-2019   | Гібралтар          | Гібралтар            | 0 – 6                 | Данія                | Відбір до ЧЄ 2020                    | -    | кап. 42' 63' |
| 8-9-2019   | Тбілісі            | Грузія               | 0 – 0                 | Данія                | Відбір до ЧЄ 2020                    | -    | кап.         |
| 12-10-2019 | Копенгаген         | Данія                | 1 – 0                 | Швейцарія            | Відбір до ЧЄ 2020                    | -    | кап.         |
| 15-10-2019 | Ольборг            | Данія                | 4 – 0                 | Люксембург           | товариський матч                     | -    | кап. 83'     |
| 15-11-2019 | Копенгаген         | Данія                | 6 – 0                 | Гібралтар            | Відбір до ЧЄ 2020                    | -    | кап.         |
| 18-11-2019 | Дублін             | Ірландія             | 1 – 1                 | Данія                | Відбір до ЧЄ 2020                    | -    | кап.         |
| 5-9-2020   | Копенгаген         | Данія                | 0 – 2                 | Бельгія              | Ліга націй УЄФА 2020-2021 - 1-й етап | -    | кап.         |
| 8-9-2020   | Копенгаген         | Данія                | 0 – 0                 | Англія               | Ліга націй УЄФА 2020-2021 - 1-й етап | -    | 82'          |
| 7-10-2020  | Гернінг            | Данія                | 4 – 0                 | Фарерські острови    | товариський матч                     | -    | 82'          |
| 11-10-2020 | Рейк'явік          | Ісландія             | 0 – 3                 | Данія                | Ліга націй УЄФА 2020-2021 - 1-й етап | -    | кап.         |
| 14-10-2020 | Лондон             | Англія               | 0 – 1                 | Данія                | Ліга націй УЄФА 2020-2021 - 1-й етап | -    | кап.         |
| 15-11-2020 | Копенгаген         | Данія                | 2 – 1                 | Ісландія             | Ліга націй УЄФА 2020-2021 - 1-й етап | -    | кап.         |
| 18-11-2020 | Левен              | Бельгія              | 4 – 2                 | Данія                | Ліга націй УЄФА 2020-2021 - 1-й етап | -    | кап.         |
| 25-3-2021  | Тель-Авів          | Ізраїль              | 0 – 2                 | Данія                | Відбір до ЧС 2022                    | -    | кап.         |
| 28-3-2021  | Гернінг            | Данія                | 8 – 0                 | Молдова              | Відбір до ЧС 2022                    | -    | 77'          |
| 31-3-2021  | Відень             | Австрія              | 0 – 4                 | Данія                | Відбір до ЧС 2022                    | -    | кап.         |
| 2-6-2021   | Інсбрук            | Німеччина            | 1 – 1                 | Данія                | товариський матч                     | -    | кап. 80'     |
| 6-6-2021   | Брондбювестер      | Данія                | 2 – 0                 | Боснія і Герцеговина | товариський матч                     | -    | кап. 46'     |
| 12-6-2021  | Копенгаген         | Данія                | 0 – 1                 | Фінляндія            | ЧЄ 2020 - 1-й етап                   | -    | кап. 63'     |
| 17-6-2021  | Копенгаген         | Данія                | 1 – 2                 | Бельгія              | ЧЄ 2020 - 1-й етап                   | -    | кап.         |
| 21-6-2021  | Копенгаген         | Росія                | 1 – 4                 | Данія                | ЧЄ 2020 - 1-й етап                   | -    | кап.         |
| 26-6-2021  | Амстердам          | Уельс                | 0 – 4                 | Данія                | ЧЄ 2020 - 1/8 фіналу                 | -    | кап. 77'     |
| 3-7-2021   | Баку               | Чехія                | 1 – 2                 | Данія                | ЧЄ 2020 - чвертьфінал                | -    | кап.         |
| 7-7-2021   | Лондон             | Англія               | 2 – 1 д.ч.            | Данія                | ЧЄ 2020 - півфінал                   | -    | кап.         |
| 1-9-2021   | Копенгаген         | Данія                | 2 – 0                 | Шотландія            | Відбір до ЧС 2022                    | -    | кап.         |
| 7-9-2021   | Копенгаген         | Данія                | 5 – 0                 | Ізраїль              | Відбір до ЧС 2022                    | 1    | кап.         |
| 9-10-2021  | Кишинів            | Молдова              | 0 – 4                 | Данія                | Відбір до ЧС 2022                    | 1    | кап. 46'     |
| 12-10-2021 | Копенгаген         | Данія                | 1 – 0                 | Австрія              | Відбір до ЧС 2022                    | -    | кап.         |
| 12-11-2021 | Копенгаген         | Данія                | 3 – 1                 | Фарерські острови    | Відбір до ЧС 2022                    | -    | кап.         |
| 15-11-2021 | Глазго             | Шотландія            | 2 – 0                 | Данія                | Відбір до ЧС 2022                    | -    | кап.         |
| 22-9-2022  | Загреб             | Хорватія             | 2 – 1                 | Данія                | Ліга націй УЄФА 2022-2023 - 1-й етап | -    | кап. 57' 72' |
| 25-9-2022  | Копенгаген         | Данія                | 2 – 0                 | Франція              | Ліга націй УЄФА 2022-2023 - 1-й етап | -    | 71'          |
| Усього     |                    | Матчів (3 місце)     | 121                   |                      | Голів                                | 5    |              |

## Титули і досягнення
- Чемпіон Італії (1):

«Мілан»: 2021–22
- Данський футболіст року (2):

2009, 2021
- Бронзовий призер чемпіонату Франції 2013/2014